# Palpomyia pseudolacustris
Palpomyia pseudolacustris är en tvåvingeart som beskrevs av Dippolito och Gustavo R. Spinelli 1995. Palpomyia pseudolacustris ingår i släktet Palpomyia och familjen svidknott. Inga underarter finns listade i Catalogue of Life.